# Феблі Гушендра
Феблі Гушендра (індонез. Febly Gushendra; нар. 24 лютого 1995, Пасаман, Західна Суматра, Індонезія) — індонезійський футболіст, захисник клубу «Персату Тубан».

## Клубна кар'єра
Футболом захоплювався з дитинства. Футболом розпочав займатися в академії клубу «Тунас Харапан». У 2008 році разом з командою виграв Кубок Західної Суматри. Дорослу футбольну кар'єру розпочав 2013 року у клубі «Діклат» (Рагунанан). У 2015 році перебравсядо «Персіби» (Балікпапан). З 2019 року захищає кольори клубу «Персату Тубан».

## Кар'єра в збірній
Виступав за юнацьку збірну Індонезії U-13. У жовтні 2014 року перебував у заявці молодіжної збірної Індонезії (U-19) на юнацькому чемпіонаті Азії, але на поле не виходив. Викликався до олімпійської збірної Індонезії.